# 하이네켄 익스피리언스
하이네켄 익스피리언스(Heineken Experience)는 네덜란드 암스테르담에 위치한 하이네켄이 운영하는 방문객 센터이다. 원래는 하이네켄이 소유한 맥주 공장이었지만, 1988년에 폐쇄되어 1991년에 개조하여 시작하였다. 관내에는 하이네켄의 역사와 맥주 제조 공정 등이 전시되어 있다. 또한 하이네켄 맥주와 자회사의 맥주를 몇 잔 마실 수 있으며, 기념품을 구입할 수 있다. 2008년 11월 3일에 리뉴얼 오픈했다.